# Dan the Automator
Daniel M. Nakamura (San Francisco, 29 d'agost de 1966), més conegut pel seu nom artístic Dan the Automator, és un productor discogràfic estatunidenc. És el fundador de l'empresa editorial Sharkman Music i del segell discogràfic 75 Ark.

## Biografia
Nakamura va néixer a San Francisco, Califòrnia. Els seus pares van ser reclosos als camps de concentració per als japonesos americans quan eren infants. El seu pare va treballar a l'Agència de Reurbanització de San Francisco i la seva mare va ensenyar al City College de San Francisco. De petit, va aprendre a tocar el violí. Mentre estava a l'institut, es va submergir en la cultura hip-hop. Es va graduar a la Universitat Estatal de San Francisco.
Nakamura va començar la seva carrera com a DJ quan era adolescent. Després de veure els punxadiscos més joves DJ Qbert i Mix Master Mike actuar en directe, va decidir centrar-se en la creació musical.
El seu EP de debut, Music to Be Murdered By, es va publicar el 1989. El 1996, va guanyar l'atenció nacional pel seu treball a l'àlbum Dr. Octagonecologyst de Kool Keith.
El 1999, Nakamura i el productor Prince Paul van formar el projecte col·laboratiu Handsome Boy Modeling School, adoptant els alter ego Nathaniel Merriweather i Chest Rockwell, respectivament. El mateix any, es va unir a Del the Funky Homosapien i Kid Koala per a formar Deltron 3030. El 2000 va publicar A Much Better Tomorrow. Va produir l'àlbum debut de Gorillaz el 2001, Gorillaz.
És la meitat de Got a Girl, juntament amb l'actriu Mary Elizabeth Winstead. L'àlbum debut del duo, I Love You but I Must Drive Off This Cliff Now, es va publicar el 2014. Va compondre la banda sonora de la comèdia d'institut de 2019 Booksmart.

## Discografia

### Àlbums d'estudi
- A Much Better Tomorrow (2000)
- Booksmart: Score by Dan the Automator (2019)

### Recopilatoris
- Wanna Buy a Monkey? (2002)
- Dan the Automator Presents 2K7 (2006)

### EP
- Music to Be Murdered By (1989)
- King of the Beats (1990)
- A Better Tomorrow (1996)

### Senzills
- "Bear Witness III (Once Again)" (2002)
- "Rapper's Delight" (2009)

### Produccions
- Dr. Octagon - Dr. Octagonecologyst (1996)
- Cornershop - When I Was Born for the 7th Time (1997)
- Kalyanji–Anandji - Bombay the Hard Way: Guns, Cars and Sitars (1998)
- Jon Spencer Blues Explosion - Acme (1998)
- Handsome Boy Modeling School - So... How's Your Girl? (1999)
- Primal Scream - XTRMNTR (2000)
- Deltron 3030 - Deltron 3030 (2000)
- Gorillaz - Gorillaz (2001)
- Lovage - Music to Make Love to Your Old Lady By (2001)
- Ben Lee - Hey You. Yes You. (2002)
- Galactic - Ruckus (2003)
- Handsome Boy Modeling School - White People (2004)
- Head Automatica - Decadence (2004)
- Jamie Cullum - Catching Tales (2005)
- Teriyaki Boyz - Beef or Chicken (2005)
- Peeping Tom - Peeping Tom (2006)
- Little Barrie - Stand Your Ground (2006)
- Josh Haden - Devoted (2007)
- Men Without Pants - Naturally (2008)
- Anaïs Croze - The Love Album (2008)
- Kasabian - West Ryder Pauper Lunatic Asylum (2009)
- Dredg - Chuckles and Mr. Squeezy (2011)
- Miles Kane - Colour of the Trap (2011)
- Lateef the Truthspeaker - Firewire (2011)
- Kasabian - Velociraptor! (2011)
- DRC Music - Kinshasa One Two (2011)
- Pillowfight - Pillowfight (2013)
- Jamie Cullum - Momentum (2013)
- Deltron 3030 - Event 2 (2013)
- Got a Girl - I Love You but I Must Drive Off This Cliff Now (2014)
- Exodus - Blood In, Blood Out (2014)
- Dr. Octagon - Moosebumps: An Exploration Into Modern Day Horripilation (2018)

### Bandes sonores
- Scream 2 - "Right Place Wrong Time" (1997)[17][18]
- Ocean's Eleven - "The Projects (P Jays)"[19][20] (2001)
- Slackers - "Rock n' Roll (Could Never Hip Hop Like This)," "Holy Calamity" (2002)
- Blade II - "Gorillaz on my Mind" (2002)[21][22]
- Tony Hawk's Underground - "A Better Tomorrow," "Positive Contact'' (2003)[23]
- Tony Hawk's Underground 2 - "Holy Calamity (Bear Within Us)" (2004)
- Charmed - "Fallen" (2005)[24]
- Californication - "Mojo" (2007)[25]
- The Sopranos - Stage 5 Remix (2007)[26]
- Scott Pilgrim vs. The World - "Slick (Patel's Song)" (featuring Satya Bhabha), "Ninja Ninja Revolution" (2010)
- Better Call Saul - "The Truth" (2015)[27]
- Money Monster - "What Makes the World Go Round? (Money!)" "Da Da Da" (2016)[28]
- Booksmart - Original Score & Music
- Always Be My Maybe - "Hello Peril" "I Punched Keanu Reeves" (2019)[29]
- Broken Bread - Original Score Season 1 (2019)[30]
- Holidate - Original Score (2020)
- Dash &amp; Lilly - Original Score (2020)